# Girgasieten
De Girgasieten (Hebreeuws: גרגשים; Girgāshīm: 'wonen op kleigrond') waren een volk dat wordt genoemd in de Hebreeuwse Bijbel. Ze woonden in Kanaän, maar het is niet duidelijk waar precies. Genoemd worden: oostelijk van het meer van Galilea, toen de Israëlieten het beloofde land binnenvielen, in het westen van Kanaän en ‘tot op heden niet bekend’.

## Hebreeuwse Bijbel
Volgens de Hebreeuwse Bijbel waren de Girgasieten afstammelingen van Kanaän, kleinzoon van Cham (Genesis 10:16, 1 Kronieken 1:14) en waren zij ten tijde van de uittocht uit Egypte "groter en machtiger" dan de Israëlieten (Deuteronomium 7:1). God had Abraham beloofd dat Hij zijn nakomelingen het land van de Girgasieten en zes andere Kanaänitische volken zou geven (Genesis 15:13-21). Hoewel de Girgasieten nog enkele keren worden genoemd (Jozua 3:10, Nehemia 9:8, Judit 5:16), wordt het volk verder weggelaten in opsommingen waar de andere zes volkeren wel worden genoemd. Sommige Bijbelcommentators denken dat het volk al verdwenen was toen het volk Israël uit het land Egypte Kanaän binnentrok.

## Andere vermeldingen
Sommige commentatoren veronderstellen dat de naam bleef bestaan in de 'Gadarenen' of 'Gergesenen' in Matteüs 8:28 ('Gerasenen' in Lucas 8:26), maar Flavius Josephus zei dat van nakomelingen van de zeven zonen van Kanaän niets bekend was behalve hun namen in de Hebreeuwse Bijbel. Inscripties van de Egyptische farao Ramses II verhalen dat 'Qarqish' hulp stuurde aan de Hettieten in de oorlog tegen Egypte, maar het is waarschijnlijker dat Qarqish in Klein Azië lag dan in Syrië. Pinches denkt dat de Girgasieten de 'Kirkishati' zijn uit een Assyrische kleitablet; maar dit volk lijkt ten oosten van de Tigris te hebben geleefd en zou kunnen duiden op een kolonie van de Qarqish in Palestina.